# فرودگاه ادمونتون/ویلنوو
فرودگاه ادمونتون/ویلنوو (به انگلیسی: Edmonton/Villeneuve Airport) (به زبان بومی: Villeneuve Airport) یک فرودگاه همگانی باربری است که یک باند فرود آسفالت دارد و طول باند آن ۱۰۶۶ متر است. این فرودگاه در شهر ادمونتون کشور کانادا قرار دارد و در ارتفاع ۶۸۸ متری از سطح دریا واقع شده است.